# Oli Udoh
Olisaemeka Udoh (Fayetteville, Carolina del Norte, 14 de febrero de 1997) más conocido como Oli Udoh, es un jugador profesional estadounidense de fútbol americano que se desempeña en la posición de offensive tackle en Minnesota Vikings, equipo de la National Football League (NFL).

## Carrera
Fue seleccionado en la sexta ronda en la Reunión Anual de Selección de Jugadores de la NFL de 2019. Hizo su debut profesional con el equipo Minnesota Vikings, donde lleva jugando cinco temporadas.